# Čtverák
Čtverák (Tetradium) je rod rostlin patřící do čeledi routovité (Rutaceae).

## Použití
Některé druhy lze použít jako okrasné rostliny. Nemá zvláštní okrasnou hodnotu, jen sbírkový význam.